# Karl-Heinz Marotzke
Karl-Heinz „Heinz“ Marotzke (* 29. März 1934 in Stettin; † 28. Juli 2022) war ein deutscher Fußballtrainer. Der Diplom-Sportlehrer trainierte in der Bundesliga-Saison 1967/68 den FC Schalke 04 vom 1. Juli bis 13. November 1967. Ab 1968 war er mehr als 30 Jahre FIFA-Entwicklungshelfer, vor allem in Afrika mit Schwerpunkt Nigeria und Botswana.

## Leben
Vater Willi war 1944 in der Kesselschlacht um Stalingrad im Zweiten Weltkrieg umgekommen und daher wuchs Heinz Marotzke bei Mutter Anni und den Großeltern auf. Später kamen die zwei Brüder Dieter (* 1940) und Günther (* 1942) hinzu. Heinz wurde 1941 eingeschult. Nach einem verheerenden Fliegerangriff verstarben beide Brüder bereits 1943 durch das Einatmen giftiger Dämpfe der Phosphorbomben. Mit der Mutter wurde er zuerst nach Kladow in Hinterpommern auf einen Bauernhof evakuiert. Im Winter 1944 begann die Flucht mit Pferdewagen vor den anmarschierenden russischen Truppen, in den Maitagen 1945 wurden sie nahe bei Greifswald von den russischen Truppen eingeholt und nach Stettin zurückgeschickt. Bis 1947 lebte Heinz Marotzke unter ärmlichsten Verhältnissen mit seiner Mutter in seiner Heimatstadt. Dann wurden sie nach Westdeutschland ausgewiesen und landeten in Strohdeich, einem Dorf an der schleswig-holsteinischen Westküste, inmitten der Elbmarsch.
In Glückstadt, ungefähr 5 bis 6 km entfernt, waren die Großeltern untergekommen. Durch Vermittlung des Dorfpfarrers und Lehrers wurde er 1948 im Bugenhagen-Internat im Timmendorfer Strand aufgenommen und konnte damit seine Oberschulausbildung aufnehmen.
Im Jahr 1954 legte er das Abitur ab und nahm an der Sporthochschule Köln das Diplom-Sportlehrer-Studium auf und zusätzlich belegte er an der Universität die Fächer Geschichte und Erdkunde, mit dem Ziel, das Höhere Lehramt zu erreichen. Ausdrücklich hält er fest, in seinem Wahlfach Fußball hatte er mit Sepp Herberger und Hennes Weisweiler die „besten Lehrer, die man sich nur wünschen kann.“ Beide wurden in seinem späteren Berufsleben seine ersten Hauptbezugspersonen. Es machte ihn sehr stolz, als er später von Hennes Weisweiler in eine Assistentenstelle an der Sporthochschule berufen wurde. Marotzke wurde in Eigenverantwortung der Unterricht der Volksschullehrer-Lehrgänge und der im Universitätssport an der Uni Köln übertragen. Es wäre jedoch nicht immer leicht gewesen mit dem anspruchsvollen Förderer Weisweiler, da seine Anforderungen immer sehr hoch gesteckt waren. Er verlangte von allen immer mehr, als nur das Beste an möglicher Leistung zu erbringen.
Auch bei August Kirsch war er später ebenfalls während seiner Lehrtätigkeit an der Realschule Dechenstraße in Köln als Assistent für Lehrübungen und Schulmethodik tätig. Er heiratete 1960 und wurde in Brauweiler wohnhaft. Unmittelbar nach Studiumsabschluss war er 1957/58 für ein Jahr als Verbandstrainer in Island. Die ersten Trainererfahrungen sammelte er im Amateurbereich beim TSV Rodenkirchen, VfB Wissen, SuS Stadtlohn, Troisdorf 05 und der SpVgg Frechen 20.

### Berufliche Tätigkeiten

#### Trainer in der Regionalliga, Niederlande und der Bundesliga, 1963 bis 1967
Ab der Saison 1963/64 war der Diplom-Sportlehrer im Vertragsfußball als Trainer tätig; die erste Station übernahm er beim Start der Fußball-Bundesliga bei Hamborn 07 in der Zweitklassigkeit der Fußball-Regionalliga West. Als Nachfolger von Fred Harthaus übernahm er die durch die Abgänge von Horst Podlasly, Horst Häfner, Werner Rinaß und Rolf Schafstall geschwächten „Löwen“ und legte mit 0:6 Punkten einen Fehlstart hin. Er baute im Gegenzug die Neuzugänge Heinz Pliska, Erich Schiller und Franz-Josef Sarna ein und beendete mit einem 4:2-Auswärtserfolg bei RW Essen am 10. Mai 1964 die Runde. Er belegte mit Hamborn und mit Leistungsträgern wie Karl-Heinz Wirth, Klaus Kunkel, Rainer Plich, Herbert Schwinning (14 Tore) und Adolf Beeking den 14. Rang und zog zur Runde 1964/65 weiter in die Regionalliga Nord und übernahm den VfL Osnabrück.
Während seiner Zeit beim VfL war Marotzke eine Art „Halbprofi“, denn er war auch als Pädagoge an der Möserrealschule tätig. Er holte vom BVH Dorsten Mittelstürmer und Kopfballspezialist Günter Pröpper zum Team vom Stadion Bremer Brücke. Pröpper schlug voll ein, erzielte in 30 Ligaeinsätzen 18 Tore. Udo Lattek, Klaus Iwanzik und Helmut Bensmann liefen auch noch für die Lila-Weißen auf; am Rundenende wurde aber lediglich der 10. Rang erreicht. Im Januar 1966 erlitt Marotzke einen Armbruch und wurde ein paar Tage später von dem damaligen Regionalligisten beurlaubt. In der Saison 1966/67 trainierte er den niederländischen Erstligisten Fortuna '54 und erreichte mit diesem den 14. Platz.
Als Nachfolger von Fritz Langner wurde Marotzke vom Schalke-Vorsitzenden Fritz Szepan zur Saison 1967/68 verpflichtet. Am 27. September 1967 wurde Ex-Spieler Günter Siebert aber neuer Vorsitzender von Schalke 04. Vom 1. Juli bis zum 13. November 1967 trainierte Marotzke den FC Schalke 04, jedoch wurde er nach nur einem Sieg und drei Unentschieden in 13 Bundesligaspielen entlassen und ab 18. November durch den bei Werder Bremen entlassenen Günter Brocker ersetzt. Mit Günter Herrmann, Karl-Heinz Bechmann und Alfred Pyka hatte Schalke am Rundenstart drei Spieler aus dem Kader zu ersetzen, wo zumindest Spielmacher Herrmann ein gravierender Verlust darstellte. Als Neuzugänge begrüßte Marotzke in seinem Spielerkader die Akteure Hans-Jürgen Wittkamp, Manfred Pohlschmidt, Hermann Erlhoff, Herbert Höbusch und Waldemar Slomiany. Nach der 1:2-Auswärtsniederlage am 11. November 1967 beim Westfalenderby gegen Borussia Dortmund war seine Zeit bei Schalke 04 und in der Bundesliga abgelaufen.

#### Fußball in Afrika, ab 1968
Im September 1968 übernahm er ein von der Bundesregierung ausgeschriebenes Entwicklungsprojekt in Accra in Ghana. Von 1968 bis 1970 trainierte er die ghanaische Nationalmannschaft, mit der er 1968 an den Olympischen Spielen teilnahm. Nach einer Niederlage und zwei Unentschieden schied die Mannschaft dort in der Vorrunde aus. Er war der erste deutsche Trainer in Ghana, später waren dort u. a. auch Rudi Gutendorf und Burkhard Ziese tätig. 1972 nahm er mit Ghana auch an den olympischen Spielen in München teil und führte auch Nigeria 1976 zur Olympiade. Der „Sport-Entwicklungshelfer“ im Auftrag des Nationalen Olympischen Komitees für Deutschland (NOK) und der Bundesregierung leistete vor allem in Ghana und Nigeria wertvolle Pionierarbeit. In Nigeria wurde er auch heimisch. In späteren Jahren war er auf Veranlassung von João Havelange und Joseph Blatter Manager des FIFA-Entwicklungsprogrammes auf Weltebene. Dabei kamen ihm seine englischen, französischen und spanischen Sprachkenntnisse neben seiner Afrikaerfahrung wesentlich zu Hilfe. Er war mehr als 30 Jahre als FIFA-Entwicklungshelfer tätig, vor allem in Afrika mit Schwerpunkt Nigeria und Botswana.
Von 1970 bis 1971 sowie 1974 trainierte er auch die Nigerianische Fußballnationalmannschaft. Im Januar 2001 übernahm er das Training der Nationalmannschaft von Botswana.